# セス・ハンコック
セス・W・ハンコック （Seth W Hancock 1949年9月19日 – ）はアメリカ合衆国のサラブレッド競走馬の生産者。クレイボーンファーム3代目。

## 経歴
1949年に父アーサー・ボイド・ハンコック2世（ブル・ハンコック）・母ワデル・ウォーカー・ハンコック夫婦の次男として生まれる。7歳上の兄にアーサー・ハンコック3世、5歳上の姉にクレイ・ハンコック、4歳下の妹にデル・ハンコックの4人兄弟だった。
サウス大学 次いでケンタッキー大学で農学を学び、1971年に卒業。翌年からクレイボーンファームに戻ってゆくゆくは兄アーサーと共にクレイボーンファームの運営に携わる予定であった。
ところがこの1972年の9月に父ブル・ハンコックが癌で死去。更にアーサーがブルが指名していた三人の後見人、オグデン・フィップス、チャールズ・ケニー、ウィリアム・ハギン・ペリーと対立。クレイボーンファームのすぐそばにあるストーンファームを受け取って出て行ってしまい、セスは一人でクレイボーンファームを運営することになってしまった。そのセスに最初に飛び込んできた大仕事がセクレタリアトのシンジケート結成の話である。
セクレタリアトは1972年の2歳戦線を圧倒的な強さで勝ち続け、2歳にして年度代表馬に選ばれていた。ところが1973年になって早々（名義上の）馬主・生産者のクリストファー・チェナリーが死去。牧場を継いでいたクリストファーの娘ペニー・トゥィーディー（ヘレン・チェナリー）は莫大な相続税の支払いの必要に迫られており、セクレタリアトの種牡馬シンジケートの売却代金でそれを支払うことにしたのである。チェナリー家とハンコック家は祖父の代から深い親交があり、シンジケートをまとめることは難しいヘレンからセスの元にシンジケートの取りまとめの依頼が来た。ヘレンとセスの話し合いによりセクレタリアトのシンジケート株は19万ドル×32口の608万ドルという巨額のシンジケートになった。これは父ブル・ハンコックがまとめたニジンスキーの544万ドルを抜いて当時のアメリカ競馬史上最高額となった。セスはこの大仕事を見事やり遂げ、株は完売した。
これを皮切りにセスはミスタープロスペクター・ダンジグ・アンブライドルドなどの大種牡馬シンジケートのまとめ役となっている。
セスがクレイボーンを受け継ぐ際にブルは「競走馬を自分で所有しないこと」と遺言していた。この遺言に従って売却した馬の中にセクレタリアトのライバルとして有名なシャムがいる。ある程度経営が落ち着いてきたセスはこの遺言に反し、自ら競走馬を所有することを始めた。
その中の一頭のスウェイルは1984年のケンタッキーダービーに優勝。それまで数々の歴史的名馬を輩出してきたクレイボーンファームであったが、他馬主からの繁殖牝馬預託による生産が多く、クレイボーンファーム自身が馬主となった初のダービー馬であった。スウェイルはその後ベルモントステークスにも勝利するものの現役中に急死してしまった（正確な死因は不明）。
それ以外の所有馬（共同所有も含む）として著名な馬にはBCマイル連覇のルアー・ゼニヤッタに唯一土を付けたブレイム・種牡馬として日本で大きな足跡を残したフォーティナイナーなどがいる。
クレイボーンファームが生産し、馬主にならなかった著名馬としてはヌレイエフ・カーリアンなどが挙げられる。
2015年をもって引退。息子のセス・ウォーカー・ハンコック・ジュニアがクレイボーンファーム4代目となった。

### 紙媒体

#### 日本語文献
- Steven Crist『ホース・トレーダーズ アメリカ競馬を変えた男たち』草野純訳、サラブレッド血統センター、1988年（原著1986年）。ISBN 978-4-879-00042-2。

#### 英語文献
- William Nack (1975). Big Red of Meadow Stable: Secretariat the Making of a Champion. Arthur Fields Books. ISBN 978-0525630128
  - 2002年に再刊 - William Nack (2002). Secretariat: The Making of a Champion. Da Capo Press Inc
  - 電子書籍版 - William Nack (2010). Secretariat. HarperCollins. ISBN 978-0007410910
- Kate Chenery Tweedy (2010). Secretariat's Meadow. Lou Ann Meadows Ladin. Dementi Milestone Pub. ISBN 978-0982701904
  - 電子書籍版 - Kate Chenery Tweedy (2011). Secretariat's Meadow. Lou Ann Meadows Ladin. Dementi Milestone Pub. ISBN 978-1581500912
- Timothy Capps (2003). Secretariat: Thoroughbred Legends. Eclipse Pr. ISBN 978-0982701904
  - 電子書籍版 - Timothy Capps (2003). Secretariat: Thoroughbred Legends. Eclipse Pr
- Lawrence Scanlan (2007). The Horse God Built: The Untold Story of Secretariat, the World's Greatest Racehorse. Harper Perennial. ISBN 978-0006394976
  - 電子書籍版 - Lawrence Scanlan (2010). The Horse God Built: The Untold Story of Secretariat, the World's Greatest Racehorse. Thomas Dunne Books
- Lawrence Scanlan (2010). The Big Red Horse: The Story of Secretariat and the Loyal Groom Who Loved Him. HarperCollins. ISBN 978-0062026699
- Raymond G. Woolfe JR. (1974). SECRETARIAT. Chilton Book Company. ISBN 978-0801961564
  - 2010年に増補して再刊 - Raymond G. Woolfe JR. (2010). SECRETARIAT. Derrydale Press. ISBN 978-1586670672
- Avalyn Hunter (2007). Gold Rush: How Mr. Prospector Became Racing's Billion Dollar Sire. Eclipse Pr. ISBN 978-1581501735

### Web媒体
- LENNY SHULMAN (2010年6月5日). “The Claiborne Century” (pdf). claibornefarm.com.  クレイボーンファーム. 2021年5月9日閲覧。
- “Seth Hancock”. claibornefarm.com.  クレイボーンファーム. 2021年5月9日閲覧。
- WILLIAM NACK (1989年10月30日). “BLOOD BROTHERS AND BLUEGRASS”. vault.si.com.  スポーツイラストレイテッド. 2021年5月13日閲覧。
- “Unbridled Has Mass Removed From Abdomen”.  ブラッド・ホース (2001年9月21日). 2021年5月16日閲覧。
- Alicia Wincze Hughes (2017年11月15日). “Hall of Famer Lure Dies at Age 28”.  ブラッド・ホース. 2021年5月27日閲覧。